# La Parola del Passato
La Parola del Passato ist eine fachwissenschaftliche Zeitschrift auf dem Gebiet der Altertumswissenschaften. Sie trägt seit 1955 den Untertitel Rivista di studi antichi (zuvor: Rivista di studi classici).
La Parola del Passato wird von einer Direktion geleitet, der Pia de Fidio, Gianfranco Fiaccadori und Valeria Gigante Lanzara angehören. Sie wird in Zusammenarbeit mit dem Istituto Italiano per gli Studi Filosofici in Neapel herausgegeben. Vertrieben wird die Zeitschrift seit ihrer Gründung vom Verlag Macchiaroli in Neapel. Sie erscheint einmal jährlich und enthält neben Aufsätzen auch Rezensionen. Anfangs waren die Beiträge nur italienisch; heute werden auch Beiträge in anderen Sprachen aufgenommen.
Gegründet wurde La Parola del Passato 1946 von einer Gruppe von Gelehrten, unter denen der Althistoriker Giovanni Pugliese Carratelli eine maßgebliche Rolle spielte. Von 1965 bis zu seinem Tod im Jahr 2010 fungierte Pugliese Carratelli als Direktor, seit 2011 wird die Zeitschrift von der heutigen dreiköpfigen Direktion geleitet.
Ihren Namen erhielt die Zeitschrift nach einem Zitat aus Friedrich Nietzsches Unzeitgemäßen Betrachtungen: „Der Spruch der Vergangenheit ist immer ein Orakelspruch: nur als Baumeister der Zukunft, als Wissende der Gegenwart werdet ihr ihn verstehen.“ Im Vorwort zum ersten Band legte die Redaktion ihr Programm dar, das in der Förderung der humanae litterae bestehe. Dieses Anliegen wurde in einem dezidiert neuhumanistischen Sinn vorgebracht: Das Ziel der altertumswissenschaftlichen Forschung sei nicht auf bloße Gelehrsamkeit beschränkt. Vielmehr gehöre zu den Aufgaben der Altertumswissenschaft insbesondere auch die Förderung einer moralischen und ästhetischen Bildung im Sinne Goethes. Im Rahmen dieses Bildungsverständnisses habe die antike Kultur mit ihren „klassischen“ Denkformen weiterhin eine zentrale Rolle zu spielen.